# Calyptrosciadium bungei
Calyptrosciadium bungei är en växtart i släktet Calyptrosciadium och familjen flockblommiga växter.
Arten är perenn och växer i nordöstra Iran och Afghanistan. Den beskrevs av Pierre Edmond Boissier som Prangos bungei och fick sitt nu gällande namn av Michail Pimenov 2004.